# Arthur Wood
Arthur Wood (29 de março de 1875 — 1 de junho de 1939) foi um velejador britânico, campeão olímpico. Ele competiu nos Jogos Olímpicos de Verão de 1908 na classe 8 Metre e conquistou a medalha de ouro na disputa a bordo do Cobweb com Blair Cochrane, John Rhodes, Henry Sutton e Charles Campbell.
Wood frequentou o Eton College e herdou o título de baronete Wood de seu pai. Ele serviu como capitão da Artilharia de Northumberland do Exército Britânico. Em 1932, ele ocupou o cargo de vice-tenente no condado de Durham, antes de se tornar alto xerife no mesmo condado no ano seguinte.